# モロドク・テコ国立競技場
モロドク・テコ国立競技場（モロドク・テコこくりつきょうぎじょう）はカンボジア・プノンペンにあるカンボジア最大のスタジアム。モロドク・テコ国立スポーツコンプレックス内にあり、本競技場の他、水泳センター、3つのアリーナなどが併設。
2023年に開催された東南アジア大会に向けて建設。建設にあたっては中国が支援した。